# Artjom Walerjewitsch Golubew
Artjom Walerjewitsch Golubew (russisch Артём Валерьевич Голубев; * 21. Januar 1999 in Wolgograd) ist ein russischer Fußballspieler.

## Karriere

### Verein
Golubew begann seine Karriere beim FK Krasnodar. Im Mai 2018 stand er erstmals im Profikader, kam aber noch nicht zum Einsatz. Im selben Monat debütierte er allerdings für die Reserve Krasnodars in der drittklassigen Perwenstwo PFL. Dies war sein einziger Saisoneinsatz, mit Krasnodar-2 stieg er zu Saisonende in die Perwenstwo FNL auf. Im Juli 2018 gab er daraufhin sein Zweitligadebüt. Im Dezember 2018 absolvierte er dann gegen Ural Jekaterinburg auch sein erstes Spiel für die Profis in der Premjer-Liga. In der Saison 2018/19 kam er insgesamt zu zwei Erstliga- und 32 Zweitligaeinsätzen, zudem spielte er zweimal für die neu geschaffene Drittmannschaft in der PFL.
Nach vier Einsätzen für Krasnodar-2 zu Beginn der Saison 2019/20 wurde Golubew im Juli 2019 an den FK Ufa verliehen. Bis Saisonende kam er in Ufa zu 19 Erstligaeinsätzen, anschließend wurde er im Juli 2020 fest verpflichtet. In der Saison 2020/21 absolvierte er 26 Partien in der Premjer-Liga. In der Saison 2021/22 spielte er 22 Mal für Ufa, das zu Saisonende aber in die FNL abstieg.

### Nationalmannschaft
Golubew spielte zwischen 2015 und 2021 insgesamt 42 Mal für russische Jugendnationalteams. Mit der U-21-Auswahl nahm er 2021 an der EM teil. Während des Turniers kam er in zwei Partien zum Einsatz, Russland schied bereits in der Vorrunde aus.